# 보자도르곶
보자도르 곶(아랍어: رأس بوجادور, trans. Rā's Būjādūr, 포르투갈어: Cabo Bojador, 프랑스어: Cape Boujdour)은 서사하라 북부 해안가 북위 26° 07' 37", 서경 14° 29' 57"에 위치한 곶이자 인근에 위치한 인구 41,178명의 도시 이름이다.  1434년 포르투갈의 항해가 질 이아느스가 보자도르 곶을 처음으로 통과하여, 당시까지 전설상으로 무서운 바다(mar tenebroso)로 알려져 있던 이 남하의 한계점을 넘어서게 되자, 원정대들은 빠른 속도로 남진하여 2년이 채 못 된 1436년에는 오로 강을 발견했다.